# ميشيل كليف
ميشيل كليف (بالإنجليزية: Michelle Cliff)‏ (2 نوفمبر 1946، كينغستون في جامايكا - 12 يونيو 2016)؛ شاعرة، مُدرسة، كاتِبة وروائية أمريكية. درست في جامعة لندن.